# 瓜拉基薩縣
3°22′48″S 78°34′48″W / 3.38000°S 78.58000°W
瓜拉基薩縣（西班牙語：Cantón Gualaquiza），是厄瓜多爾的縣份，位於該國東南部，由莫羅納-聖地亞哥省負責管轄，始建於1816年10月2日，面積2,203平方公里，2001年人口15,288，人口密度每平方公里6.94人。